# Північний Двір
Північний Двір, також Північні претенденти або претенденти Асікаґа — загальна назва шести претендентів на роль імператора в середньовічній Японії, з 1336 по 1392 рік, в Період Намбокутьо. Представники імператорської династії, яка нині править в Японії, є нащадками північних претендентів.
Поділ японського імператорського двору на північний та південний відносять на період правління Імператора Ґо-Саґаз 1242 по 1246 роки. Його наступниками стали два сини Імператор Ґо-Фукакуса та Імператор Камеяма, які правили один за одним. В 1272 році Ґо-Саґа помер, заповівши синам встановити новий порядок наслідування престолу. Його бажанням було, щоб представники, які походили б з двох ліній наслідування, займали б пост імператора почергово. Останню волю батька сини виконали. Але з часом це виявилося неефективним рішенням та привело до суперництва їх нащадків за трон.
В 1333 році Імператор Ґо-Дайґо, нащадок Камеями, встановив трьхрічне абсолютистське правління, відоме як Реставрація Кемму, яке припинило існування сьоґуната Камакура. У відповідь сьоґуни проголосили імператором Коґона, родича Ґо-Дайґо, сина попереднього імператора Ґо-Фусімі і нащадка Ґо-Фукакуси. Після остаточної поразки сьоґуната Камакура Коґон відмовився від своїх претензій на трон, проте нові сьоґуни Асікаґа підтримали його брата Комьо, а пізніше і двох його синів. Таким чином, сім'я Коґона створила альтернативний двір, який став відомий як Північний завдяки своєму розташуванню в Кіото.

## Імператори Північного Двору
1. Імператор Коґон (1332-1333)
2. Імператор Комьо (1336-1348)
3. Імператор Суко (1348-1351)
4. Імператор Ґо-Коґон (1352-1371)
5. Імператор Ґо-Ен'ю (1371-1382)
6. Імператор Ґо-Комацу (1382-1392, потім імператор Японії з 1392 до 1412)